# Лицензия ISC
Лицензия ISC (англ. ISC license, Internet Systems Consortium license, также известна как «лицензия OpenBSD») — разрешительная лицензия свободного ПО, созданная Internet Systems Consortium, без механизма копилефта. Принципиально ничем не отличается от 2-пунктовой лицензии BSD и MIT, единственное отличие — убраны, с точки зрения Бернской конвенции 1886 года, ненужные предложения.
Используется для правок в OpenBSD. Эту лицензию также используют драйвера Linux для беспроводных устройств компании Qualcomm Atheros.

## Текст
```
Copyright <год> <оригинальный автор>
Permission to use, copy, modify, and/or distribute this software for any purpose with or without fee is hereby granted, provided that the above copyright notice and this permission notice appear in all copies.
THE SOFTWARE IS PROVIDED “AS IS” AND THE AUTHOR DISCLAIMS ALL WARRANTIES WITH REGARD TO THIS SOFTWARE INCLUDING ALL IMPLIED WARRANTIES OF MERCHANTABILITY AND FITNESS. IN NO EVENT SHALL THE AUTHOR BE LIABLE FOR ANY SPECIAL, DIRECT, INDIRECT, OR CONSEQUENTIAL DAMAGES OR ANY DAMAGES WHATSOEVER RESULTING FROM LOSS OF USE, DATA OR PROFITS, WHETHER IN AN ACTION OF CONTRACT, NEGLIGENCE OR OTHER TORTIOUS ACTION, ARISING OUT OF OR IN CONNECTION WITH THE USE OR PERFORMANCE OF THIS SOFTWARE.
```

Изначально в тексте не было конструкции «and/or» (и/или), было только and, что изменили в 2007 году. Фонд свободного программного обеспечения считает, что «and» изначально было неудачным решением, так как с точно таким же одиночным «and» в тексте лицензии Вашингтонский университет запрещал распространять модифицированные версии своего почтового клиента Pine, однако с GNU GPL совместимы обе лицензии, хоть и Фонд рекомендует использовать вместо лицензии ISC 2-пунктовую лицензию BSD или Apache 2.0.

### OpenBSD
OpenBSD начали использовать лицензию ISC в 2003 году, до конструкции «and/or» в тексте:
```
Copyright (c) год имя автора <user@your.dom.ain>
Permission to use, copy, modify, and distribute this software for any purpose with or without fee is hereby granted, provided that the above copyright notice and this permission notice appear in all copies.
THE SOFTWARE IS PROVIDED "AS IS" AND THE AUTHOR DISCLAIMS ALL WARRANTIES WITH REGARD TO THIS SOFTWARE INCLUDING ALL IMPLIED WARRANTIES OF MERCHANTABILITY AND FITNESS. IN NO EVENT SHALL THE AUTHOR BE LIABLE FOR ANY SPECIAL, DIRECT, INDIRECT, OR CONSEQUENTIAL DAMAGES OR ANY DAMAGES WHATSOEVER RESULTING FROM LOSS OF USE, DATA OR PROFITS, WHETHER IN AN ACTION OF CONTRACT, NEGLIGENCE OR OTHER TORTIOUS ACTION, ARISING OUT OF OR IN CONNECTION WITH THE USE OR PERFORMANCE OF THIS SOFTWARE.
```

Позже Тео де Раадт отказался менять лицензию на новую, оставив «and» с комментарием, что он не согласен с действиями ISC и что правовые системы некоторых стран могут не понять «and/or» в том смысле, как в предложении было использовано старое «or».

## Оценки и принятие
Согласно статистике Synopsys на 2016 год, лицензия ISC используется двумя процентами свободного ПО.
Принимается Open Source Initiative как валидная лицензия.
В 2015 году ISC заявили, что будут использовать для своей программы Kea Mozilla Public License версии 2 с механизмом копилефта, сказав, что «коммерческое использование ПО с открытым исходным кодом растёт» и что «у ISC больше нет веских причин иметь собственную лицензию, отдельно ото всех». Лицензию ISC на лицензию MPL 2.0 также поменяли и у BIND, в версии 9.11.0.
Отдел публикаций Европейского союза рекомендует вместо лицензии ISC использовать лицензию MIT, чтобы уменьшить разнообразие лицензий.
Фонд свободного программного обеспечения считает, что конструкция «and/or» не решает проблему запрета на распространение модифицированных версий до конца.